# Neoserica signativentris
Neoserica signativentris är en skalbaggsart som beskrevs av Moser 1921. Neoserica signativentris ingår i släktet Neoserica och familjen Melolonthidae. Inga underarter finns listade i Catalogue of Life.